# Johann Luzius Lütscher
Johann Luzius Lütscher (Chur, 31 oktober 1830 – 1 november 1878), was een Zwitsers politicus.
Johann Luzius Lütscher volgde een opleiding tot koopman en verbleef daarna gedurende lange tijd in Italië. In 1853 keerde hij naar Zwitserland. In 1854 werd hij vanwege zijn grote kennis van de Italiaanse taal aangesteld als vertaler op de Bondskanselarij. In 1857 werd hij kanselarijsecretaris. Tijdens de langdurige ziekten van vicekanselier Johann Jakob Kern (1867-1868; 1871-1872) nam hij diens taken op zich.
Johann Luzius Lütscher werd in 1872 vicekanselier. Hij bleef vicekanselier tot aan zijn overlijden op 48-jarige leeftijd.